# Relazioni bilaterali tra Burundi e Corea del Nord
Le relazioni Burundi-Corea del Nord si riferiscono alle relazioni attuali e storiche tra Burundi e Corea del Nord. Nessuno dei due paesi ha un'ambasciata nelle rispettive capitali.